# 부산사하우체국
부산사하우체국은 다대로166(신평동553)에 위치한 부산광역시 사하구 전역을 관할하는 부산지방우정청 소속의 우체국이다.

## 기본 정보
- 주소: 부산광역시 사하구 다대로 166

## 연혁
- 1968년 11월 30일: 부산괴정동우체국(6급관서)으로 개국 (괴정동 963-3)
- 1980년 11월 6일: 5급관서 부산괴정동우체국으로 승격
- 1984년 12월 31일: 신축이전 부산사하우체국으로 국명변경 (당리동 481-1)
- 1989년 12월 30일: 4급관서 승격
- 1995년 11월 18일: 증축공사(3층 → 4층)
- 2012년 2월 20일: 부산장림현대우편취급국 위탁계약 해지[1] 및 부산장림현대우편취급국, 부산구평동우편취급국 설치[2]
- 2012년 5월 1일: 부산하단우체국을 부산하단동우체국으로 명칭 변경[3]
- 2014년 1월 1일: 우편구역을 다음과 같이 고시[4]

| 배달국         | 배달구역      | 구역번호      |
| -------------- | ------------- | ------------- |
| 부산사하우체국 | 사하구 전지역 | 49300 ~ 49528 |

- 2014년 7월 4일: 부산동아대학교 승학캠퍼스우체국 폐국[5]
- 2014년 7월 7일: 동아대학교우편취급국 설치[6]
- 2015년 8월 31일: 부산다대1동우체국 폐국[7]
- 2017년 11월 1일: 부산감천2동우편취급국 폐국[8]
- 2019년 8월 16일 : 동아대학교우편취급국 폐국[9]
- 2021년 5월 3일 : 부산사하우체국을 낙동대로 346에서 다대로 166으로 이전 개축[10]
- 2021년 10월 18일 : 부산신평동우체국 폐국[11]

## 관할 우체국
| 우체국명                        | 사진 | 주소                                      | 비고                                        |
| ------------------------------- | ---- | ----------------------------------------- | ------------------------------------------- |
| 부산동아대학교 승학캠퍼스우체국 |      | 부산광역시 사하구 낙동대로550번길 37      | 2014년 7월 4일 폐국                         |
| 동아대학교우편취급국            |      | 부산광역시 사하구 낙동대로550번길 37      | 2014년 7월 7일 신설 2019년 8월 16일 폐국    |
| 부산감천2동우편취급국           |      | 부산광역시 사하구 옥천로 63               | 2017년 11월 1일 폐국                        |
| 부산감천동우체국                |      | 부산광역시 사하구 감천로 123              |                                             |
| 부산괴정2동우편취급국           |      | 부산광역시 사하구 까치고개로 6            |                                             |
| 부산괴정동우체국                |      | 부산광역시 사하구 사하로 191              |                                             |
| 부산구평동우편취급국            |      | 부산광역시 사하구 을숙도대로 746          | 2012년 2월 20일 신설                        |
| 부산기계조합우편취급국          |      | 부산광역시 사하구 다산로 164-1            |                                             |
| 부산다대2동우체국               |      | 부산광역시 사하구 다송로 13-4             |                                             |
| 부산다대1동우체국               |      | 부산광역시 사하구 다대낙조1길 21 (다대동) | 2015년 8월 31일 폐국                        |
| 부산다대동우체국                |      | 부산광역시 사하구 다대낙조1길 21          |                                             |
| 부산신평2동우체국               |      | 부산광역시 사하구 하신번영로 179          |                                             |
| 부산신평동우체국                |      | 부산광역시 사하구 장평로 258              | 2021년 10월 18일 폐국                       |
| 부산장림동우체국                |      | 부산광역시 사하구 장평로 147              |                                             |
| 부산장림현대우편취급국          |      | 부산광역시 사하구 다대로 305, 103호       |                                             |
| 부산하단2동우편취급국           |      | 부산광역시 사하구 하신번영로 364          |                                             |
| 부산하단동우체국                |      | 부산광역시 사하구 낙동남로1423번길 8      | 2012년 5월 1일 부산하단우체국에서 명칭 변경 |

## 조직
- 영업과
- 물류영업과-물류실,집배실,소포영업실
- 지원과
  - 경영지도실